# Dawid IV Budowniczy
Dawid IV Budowniczy (gruz. დავით აღმაშენებელი, Dawit Aghmaszenebeli) (1073 – 24 stycznia 1125) – król Gruzji w latach 1089–1125, pochodził z dynastii Bagratydów, uważany za jednego z największych władców gruzińskich i kaukaskich. Wygnał Turków seldżuckich ze swego kraju, wygrywając decydującą bitwę pod Didgori w 1121.
Reformy armii i administracji, których dokonał, pozwoliły mu na zjednoczenie całego kraju i podporządkowanie sobie większości ziem kaukaskich. Sprzyjał rozwojowi Kościoła prawosławnego i chrześcijańskiej kultury, został kanonizowany przez Gruziński Kościół Prawosławny.

## Młodość
Urodził się jako jedyny syn Jerzego II (1072-1089), w Kutaisi. Jego dzieciństwo zbiegało się w czasie z kryzysem państwa gruzińskiego. Ojciec, choć odważny, nie miał żadnych osiągnięć w utrzymywaniu spójności państwa. Jego królestwo było spustoszone przez seldżuckie inwazje, wewnętrzne wojny i katastrofalne trzęsienia ziemi. Jerzy musiał abdykować w 1089 na rzecz swego 16-letniego syna, Dawida, który miał się okazać „głównym architektem” gruzińskiego Złotego Wieku.

## Reformy
Pomimo swego młodego wieku, szybko włączył się aktywnie w życie polityczne kraju. Dawid IV prowadził celową politykę, nie robiąc żadnych nieprzemyślanych ruchów.
Był zdecydowany zaprowadzić porządek w królestwie, zmusić do posłuszeństwa świeckich i duchownych panów feudalnych, scentralizować państwową administrację, wprowadzić nowy typ armii, która mogłaby się lepiej przeciwstawić seldżuckiej sile wojskowej, a następnie przejść do konsekwentnej ofensywy, mającej za cel wyrzucenie Turków, najpierw z Gruzji, a później z całego Kaukazu.
W 1093 pojmał potężnego feudała – Liparita Bagwasziego, wieloletniego wroga Korony i wygnał go z Gruzji (1094). Po śmierci syna Liparita, Ratiego, Dawid zlikwidował księstwo Bagwaszich – Kldekari w 1103. Powoli wypierał Turków z kraju, zdobywając coraz to większe tereny, czemu sprzyjało pojawienie się na terenie Lewantu krzyżowców.
W roku 1099 siły Dawida IV były już wystarczająco duże, by odmówić płacenia trybutu Turkom. Owego czasu odrzucił bizantyński tytuł panipersebastosa, co oznaczało, że Gruzja równa się w prawach z Imperium Bizantyńskim.
W 1103 odbył się wszechgruziński Synod w Ruis i Urbnisi (monastyry), podczas którego Dawid zdołał usunąć opozycyjnych biskupów i połączyć dwa urzędy: dworski (Mcignobartuchucesi, tzn. naczelnego sekretarza) i duchowny (biskupa Czkondidi) w jedną instytucję, tzn. czkondidel-mcignobartuchucesi, odpowiadającą z grubsza premierowi.
Następnego roku zwolennicy króla we wschodniogruzińskiej prowincji Kachetii złapali lokalnego władcę Agsartana II (1102-1104), lojalnego trybutariusza seldżuckiego sułtana i połączyli jego władztwo z resztą Gruzji.

## Kampanie wojskowe
Po aneksji Kachetii, w 1105, Dawid rozbił całkowicie odwetowe siły wroga w bitwie pod Ercuchi, prowadząc wojsko do momentu, który pozwalał mu na ochronę klucza fortec w Samszwilde, Rustawi, Giszi i Lorri między 1110 a 1118.
Zaczęły pojawiać się problemy – jego wyczerpany lud, prowadził wojnę już prawie od 20 lat i potrzebował okresu pokoju na regenerację, jednakże jego szlachta stale przypominała o mieście Tbilisi, którego nadal nie można było uwolnić od arabskiego ucisku. Znów Dawid był zmuszony do rozwiązania tych problemów, nim będzie mógł zająć się odbudową gospodarczą kraju. Postanowił więc zreformować radykalnie armię. W latach 1118–1120 przesiedlił plemię kipczackie, liczące 40 000 rodzin, z północnego Kaukazu do Gruzji. Każda rodzina kipczacka była zobowiązana do wystawienia jednego żołnierza z koniem i uzbrojeniem. Ta silna 40-tysięczna kipczacka armia była całkowicie podległa królowi. Kipczakowie byli osiedlani w różnych regionach Gruzji, niektórzy w Wewnętrznej Kartlii, innym dano ziemie wzdłuż granicy. Szybko zasymilowali się z Gruzinami.
W 1120 Dawid IV ruszył do zachodniej Gruzji i, gdy Turcy zaczęli łupić gruzińskie ziemie, nagle zaatakował: tylko znikoma część wojsk seldżuckich zdołała uciec. Wówczas król Dawid wkroczył do sąsiedniego Szirwanu i zdobył miasto Qabala.
Zimą 1120-1121 gruzińskie oddziały skutecznie zaatakowały seldżuckie osady na obrzeżach wschodniego i południowo-wschodniego Zakaukazia.
12 sierpnia 1121 Dawid odniósł decydujące zwycięstwo nad licznymi oddziałami tureckimi w bitwie pod Didgori, co pozwoliło mu na odbicie Tbilisi w 1122 (po ciężkich walkach), które zostało stolicą po raz pierwszy w ciągu wielu stuleci (przeniesiono ją z Kutaisi). W 1123 armia królewska wyzwoliła Dmanisi, ostatnią seldżucką twierdzę w południowej Gruzji. W 1124 Dawid w końcu podbił cały Szirwan i odbił ormiańskie miasto Ani z rąk muzułmańskich emirów, co rozszerzyło granice jego państwa po rzekę Araks. Ormianie przywitali go jak wyzwoliciela i utworzyli oddziały pomocnicze. Wtedy też słowa „Miecz Mesjasza”, pojawiły się w tytule Dawida Budowniczego, co zostało wygrawerowane na miedzianej monecie z jego czasów: „Król Królów, Dawid, syn Gruzji, Miecz Mesjasza”.
Tolerancja, z jaką traktował ludność muzułmańską, podobnie jak reprezentantów innych religii i kultur, stanowiła standard w jego wielonarodowym królestwie. Była to cecha charakterystyczna nie tylko dla jego światłego panowania, ale całej gruzińskiej historii i kultury.
Dawid IV zmarł 24 stycznia 1125, zostawiając tron swemu synowi Dymitrowi I. Stary król został pochowany przy wejściu do Monasteru Gelati, niedaleko miejsca jego narodzin – miasta Kutaisi.

## Kultura
Ufundował Monastyr Gelati; mówiono nawet, że osobiście uczestniczył w jego budowie. Król skupiał szczególną uwagę na edukacji swojego ludu – wybierał dzieci, które słał potem do Bizancjum, po to aby „były nauczone języków i przywiozły do nas tłumaczenia zrobione tam przez siebie”. Wiele z nich zostało potem
sławnymi uczonymi.
Za jego czasów w Gruzji było parę szkół i akademii, pośród których Gelati zajmowała czołowe miejsce. Historyk królewski napisał o niej, że to „druga Jerozolima całego wschodu, z uwagi na uczenie tego co wartościowe, z uwagi na bogactwo wiedzy – drugie Ateny, daleko przewyższające pierwsze w prawie bożym, kanonie wszystkich świetności Kościoła”. Poza Gelati były też inne znaczące centra kulturalno-oświatowe, m.in. Akademia Ikalto.
Król Dawid był autorem poematu religijnego „Galobani Sinanulisani” (Psalmy Żalu).

## Rodzina
Żony:
- Rusudan, ormiańska księżniczka (rozwiódł się z nią w 1107)
- Guranducht, córka kipczackiego wodza Atraki (około 1107)

Dzieci:
1. Dymitr I, kolejny król,
2. Wachtang (Cuata),
3. Tamar, wydana za Abula Muzaffara Manuchahra II, Szirwanszacha (rozwiedziona w 1154, wstąpiła do zakonu),
4. Katay (Irena), wydana za Izaaka Komnena,
5. Tamar, zaślubiona z osetyńskim księciem Jadarosem.

## Pełny tytuł
Jego Dostojność, Najwyższy Król Dawid, syn Jerzego, z woli Naszego Pana, Król Królów Abchazów, Kartwelów, Azerów, Kachetów i Ormian, Szirwanszach i Szachinszach całego Wschodu i Zachodu, Miecz Mesjasza.

## Spuścizna
Epoka Dawida głęboko odcisnęła się na narodowych wyobrażeniach Gruzinów. Są nadal dumni ze zwycięstw swego króla i wspominają jego chwalebne rządy. Obecna flaga narodowa jest oparta na wzorze dawidowym, order jego imienia jest jedną z najbardziej prestiżowych i wartościowych nagród państwowych.
Po wybraniu na swoje stanowisko, prezydent Gruzji Micheil Saakaszwili złożył przysięgę nad grobowcem Dawida Budowniczego w Gelati w dniu inauguracji jego prezydentury – 25 stycznia 2004 roku, przy czym stwierdził, że jest to niezwykle symboliczne – jako że Dawid doprowadził państwo do jedności i bogactwa. Wielu ludzi w tym podupadłym kraju miało nadzieję, że Saakaszwili uczyni to samo.